# 553 г. пр.н.е.

## Събития

### В Азия

#### Във Вавилония
- Набонид (556 – 539 г. пр.н.е.) е цар на Вавилония.[1]
- Царят успява да превземе Харан без съпротива тъй като мидийците, които контролират града от десетилетия, са заети с опити да потушават въстания в подчинените им територии.[2]

#### В Мидия
- Астиаг (585/4 – 550/49 г. пр.н.е.) е цар на Мидия.[3]

#### В Персия
- Царят на Аншан Кир II (559 – 530 г. пр.н.е.), се разбунтува и започва четиригодишна война (553 – 550 г. пр.н.е) срещу Астиаг, на когото е васал дотогава.[4]
- През тази година Кир и подчинените му претърпяват поражение и са принудени да отстъпят.[2]

### В Африка

#### В Египет
- Фараон на Египет е Амасис II (570 – 526 г. пр.н.е).[5]